# 计算机历史博物馆
计算机历史博物馆（英語：Computer History Museum，縮寫：CHM）是以计算机為主題的博物馆，位在美国加州山景城。

## 历史
于1996年建立。它是为了保存和展示信息时代的故事和产品，以及探索计算机的革命和它对人们生活的影响。
在1996/1997年，在硅谷建立了计算机历史中心博物馆（The TCM History Center - TCMHC）。
在2000年，计算机历史中心博物馆的名字被改为「计算机历史博物馆」。
在2003年，CHM对公众开放了新的大楼，它位于山景城北海岸线大道1401号。

## 圖片

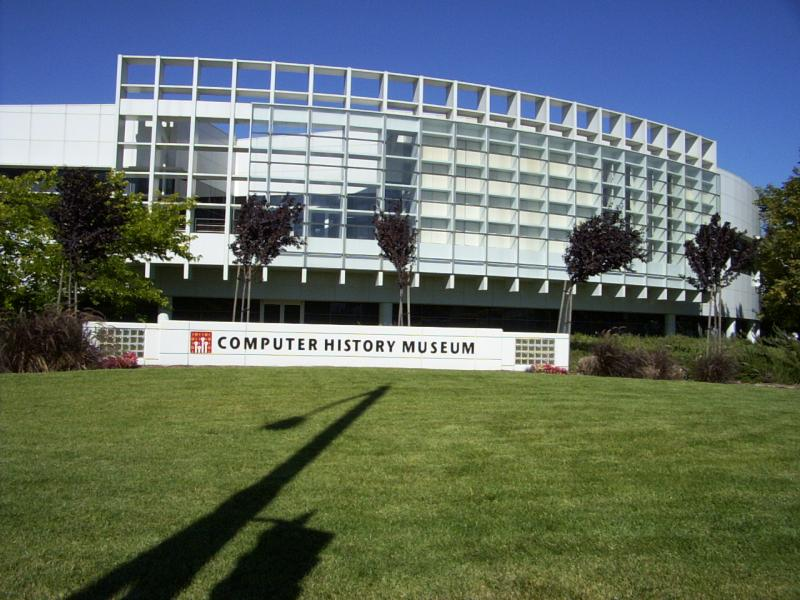
在山景城的计算机历史博物馆
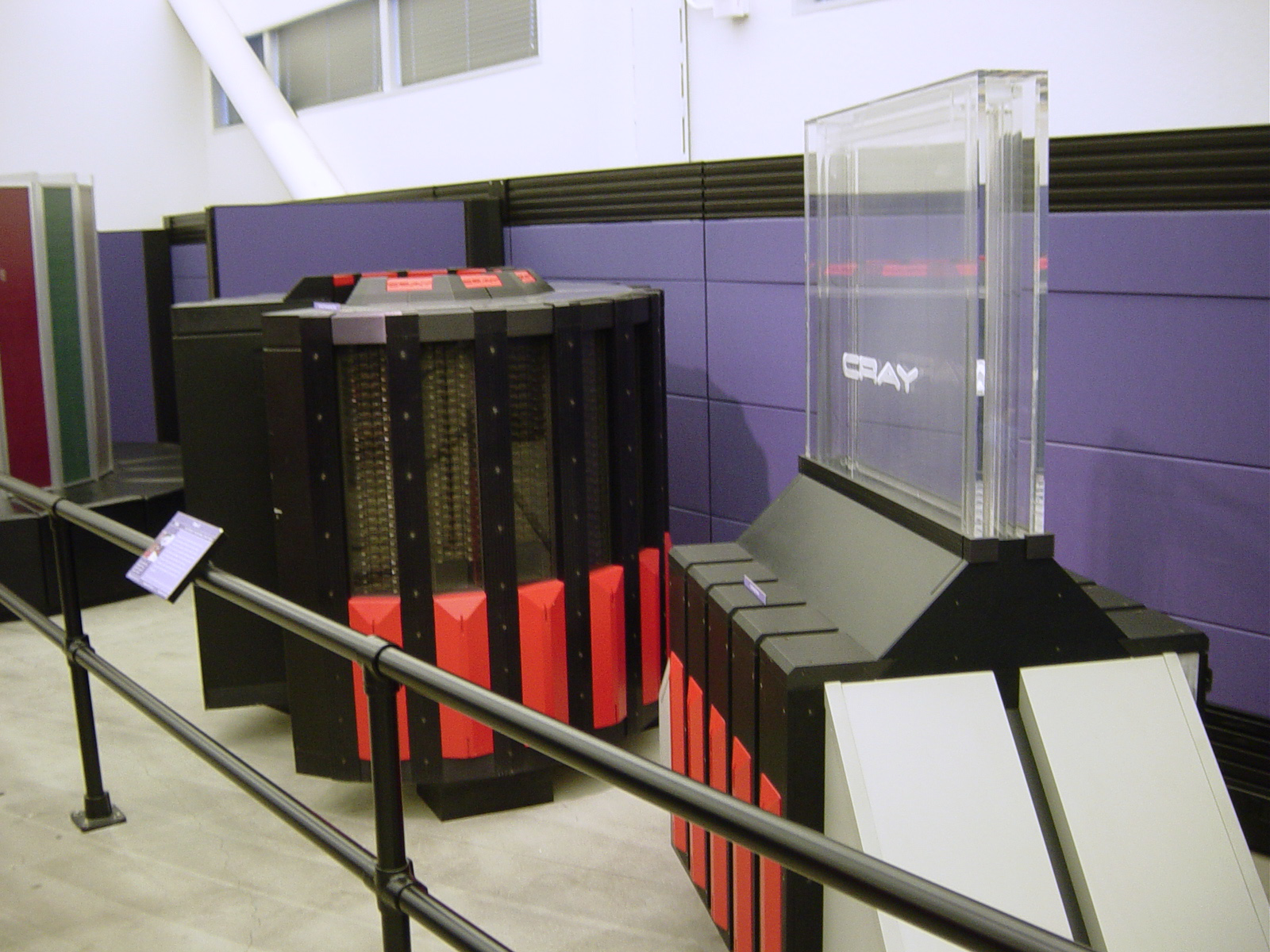
馆中展示的Cray-2超级计算机
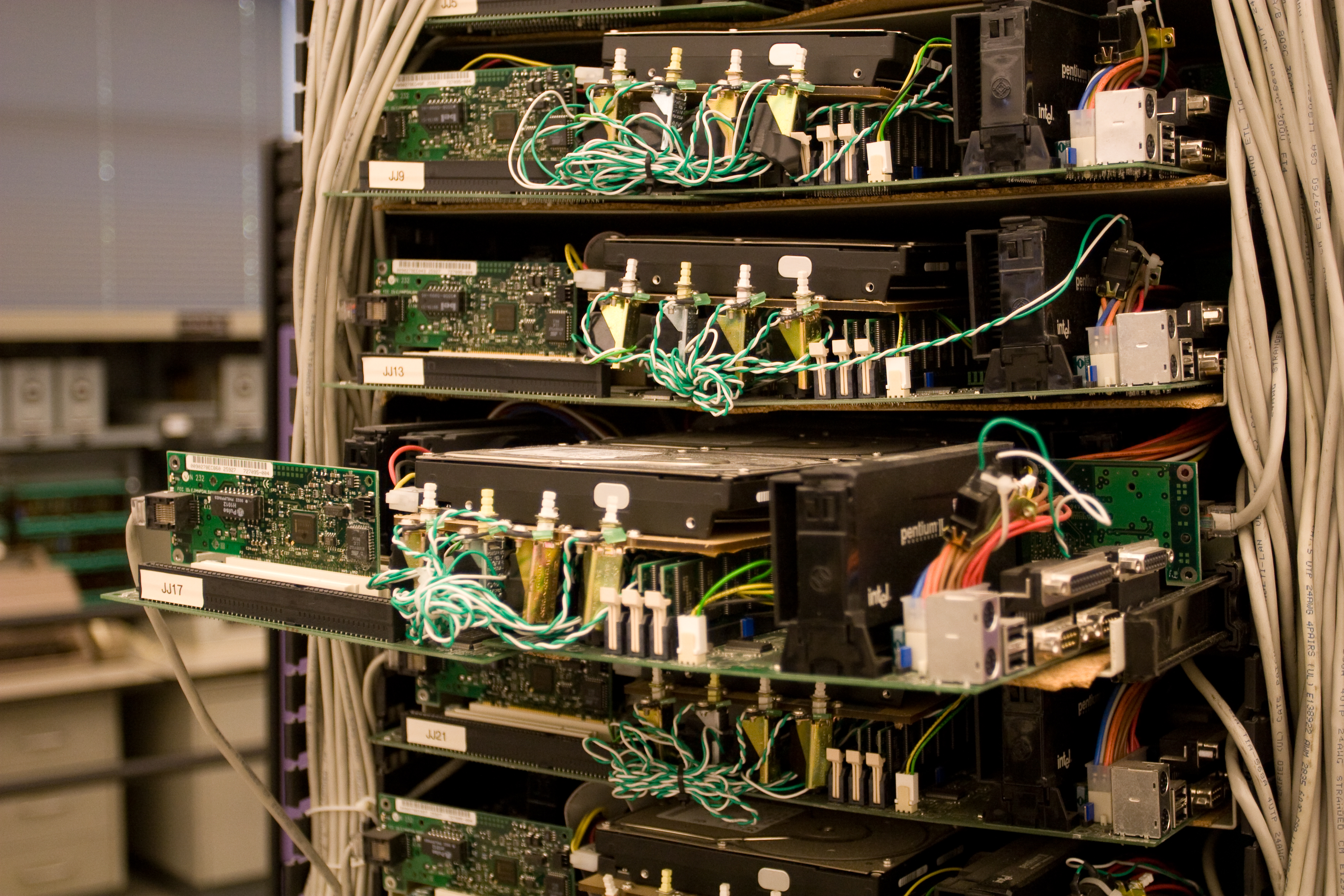
馆中展出的Google自定义服务器机架